# 다이얼게이지

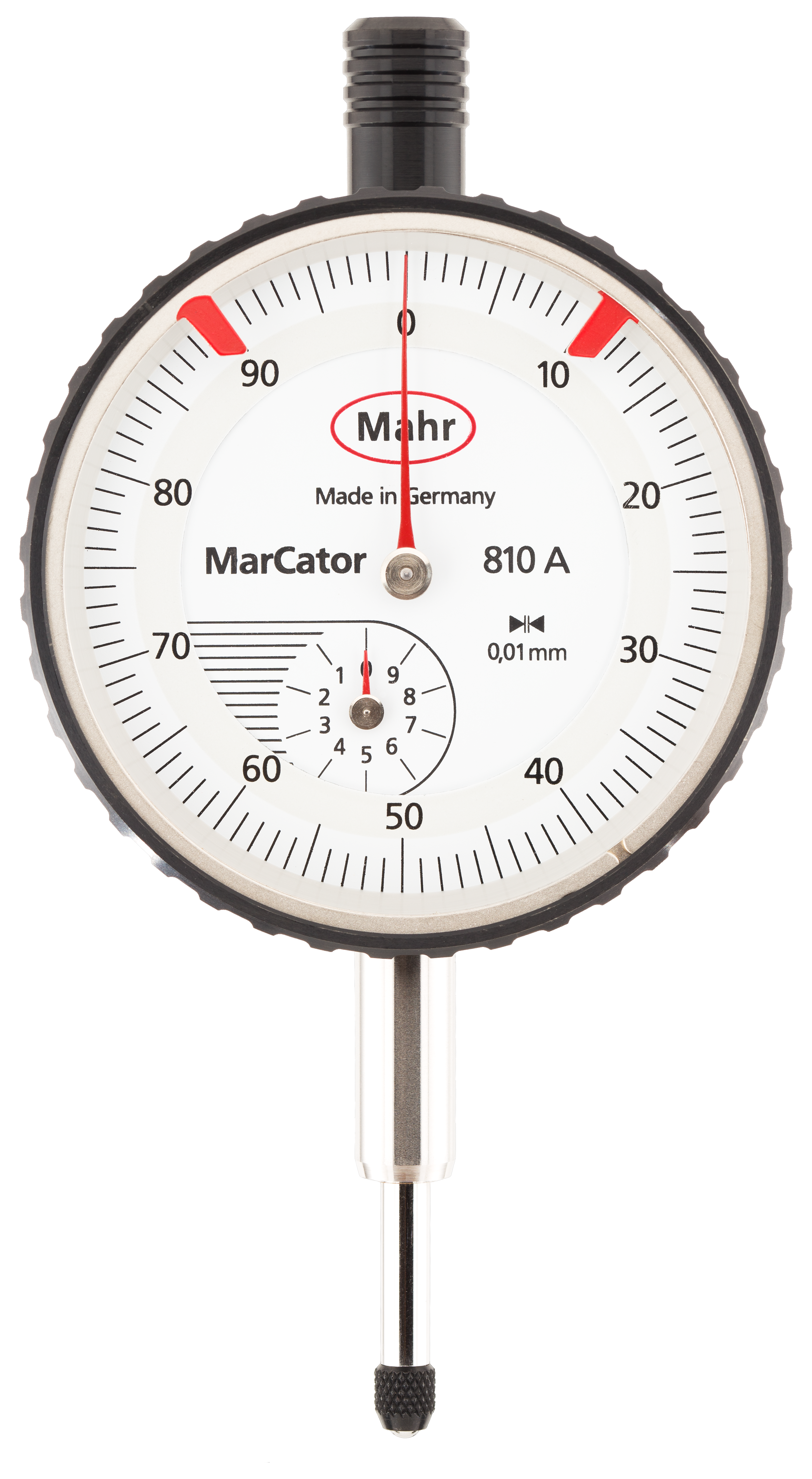

다이얼게이지(dial gauge)는 면의 요철(凹凸)이나 축의 진폭(振幅), 기계 가공에서의 움직인 거리 등 극히 미세한 길이를 측정하는 기구이다.
톱니바퀴를 이용한 확대장치에 의해서 측정자(測定子)의 이동량을 정밀하게 측정하는 구조로 되어 있다. 물건이 변위함에 따라서 물건에 접촉하는 측정자가 이동하면, 그것에 물려 있는 내부의 치차가 회전해서 측정자의 이동 거리를 확대하여 지침(指針)에 전한다. 그 지침이 회전한 각도를 읽음으로써 측정자의 변위량(變位量)을 측정할 수 있다. 측정자가 이동하는 범위는 10mm 정도까지이다. 정밀한 것으로는 1μ 정도의 차이도 측정할 수가 있다. 측정대에 장치해서 사용하며, 블록게이지(block gauge)와 병용(竝用)되기도 한다.